# Ласло Чех
Ласло Чех (мађ. László Cseh; Халастелек, 3. децембар 1985) је мађарски пливач и четвороструки освајач олимпијских медаља.

## Рекорди
Европски је рекордер на 200 и 400 метара мешовито као и 200 метара делфин стилом. Бивши је светски рекордер на 200 и 400 мешовитим стилом у малим базенима.

## Каријера
На Олимпијским играма у Атини 2004. године представљао је Мађарску у дисциплинама 200 и 400 метара мешовито и 100 метара леђно. Освојио је бронзану медаљу на 400 метара мешовито. На 200 метара мешовитим стилом заузео је четврто место, а на 100 леђно шесто.
На Олимпијским играма у Пекингу 2008. године такмичио се у 3 дисциплине: 200 и 400 метара мешовито и 200 метара делфин стилом. Освојио је 3 сребрне медаље. У сва три финала побеђен је од стране Мајкла Фелпса који је поставио светске рекорде.